# At Your Birthday Party
| 전문가 평가 | 전문가 평가 |
| 평가 점수   | 평가 점수   |
| 출처        | 점수        |
| ----------- | ----------- |
| AllMusic    | [ 1 ]       |

《At Your Birthday Party》는 캐나다와 미국의 록 밴드 스테픈울프의 세 번째 스튜디오 음반이다. 이 음반은 1969년 3월 던힐 레코드에 의해 발매되었고, 빌보드 200에서 7위를 했다.

## 배경
이 음반은 베이시스트 닉 세인트 니콜라스가 참여한 첫 번째 스테픈울프 음반이었고, 1969년 8월 밴드를 탈퇴한 기타리스트 마이클 모나크가 참여한 마지막 음반이었다. 비록 이 음반은 그들의 성공적인 첫 두 음반인 《Steppenwolf》와 《The Second》보다 덜 비평적으로 호평을 받았지만, 1968년 영화 《캔디》에 등장했던 〈Rock Me〉뿐만 아니라 〈It's Never Too Late〉와 〈Jupiter's Child〉와 같은 몇 가지 잘 알려진 히트곡을 포함하고 있다. 비록 이 밴드는 1970년대 초에 매우 성공적이었지만, 《At Your Birthday Party》는 그들의 마지막 톱 10 음반이 될 것이고, 그들의 마지막 톱 10 싱글이 특징이다. 이 음반은 스테픈울프가 《The Second》의 사이키델리아에서 나오지만 아직 완전히 포기하지는 않은 채 그들의 이후 발매들의 독특한 하드 록에 발을 들여놓는 것을 보여준다.

## 곡 목록
| #  | 제목                    | 작사·작곡                | 재생 시간 |
| -- | ----------------------- | ------------------------ | --------- |
| 1. | 〈Don't Cry〉           | 가브리엘 메클러          | 3:11      |
| 2. | 〈Chicken Wolf〉        | 존 케이, 마이클 모나크   | 2:58      |
| 3. | 〈Lovely Meter〉        | 메클러                   | 3:10      |
| 4. | 〈Round and Down〉      | 모나크                   | 3:19      |
| 5. | 〈It's Never Too Late〉 | 케이, 닉 세인트 니콜라스 | 4:07      |
| 6. | 〈Sleeping Dreaming〉   | 세인트 니콜라스          | 1:07      |

| #   | 제목                 | 작사·작곡                   | 재생 시간 |
| --- | -------------------- | --------------------------- | --------- |
| 7.  | 〈Jupiter Child〉    | 제리 에드먼턴, 케이, 모나크 | 3:28      |
| 8.  | 〈She'll Be Better〉 | 에드먼턴, 메클러            | 5:32      |
| 9.  | 〈Cat Killer〉       | 골디 맥존                   | 1:37      |
| 10. | 〈Rock Me〉          | 케이                        | 3:45      |
| 11. | 〈God Fearing Man〉  | 모나크                      | 3:55      |
| 12. | 〈Mango Juice〉      | 에드먼턴, 맥존, 모나크      | 3:01      |
| 13. | 〈Happy Birthday〉   | 메클러                      | 2:16      |